# Comuna Suhînivka, Kobeleakî
Suhînivka (în ucraineană Сухинівка) este o comună în raionul Kobeleakî, regiunea Poltava, Ucraina, formată din satele Lisne și Suhînivka (reședința).

## Demografie
Componența lingvistică a comunei Suhînivka
     Ucraineană (95,41%)
     Rusă (4,22%)
     Alte limbi (0,37%)
Conform recensământului din 2001, majoritatea populației comunei Suhînivka era vorbitoare de ucraineană (95,41%), existând în minoritate și vorbitori de rusă (4,22%).